# Aja Volkman
Aja Volkman-Reynolds (Eugene, 4 de março de 1980) é uma vocalista e compositora estadunidense. Atualmente é a vocalista da banda de indie rock Nico Vega. Ela mantinha um projeto paralelo com o seu ex-marido Dan Reynolds (do Imagine Dragons), chamado de Egyptian.

## Vida pessoal
Aja Volkman é a filha de James Volkman e da artista Rogene Manas. Ela se casou com Dan Reynolds em Las Vegas, Nevada. O casal tem três filhas e um filho.Eles são membros da Igreja de Jesus Cristo dos Santos dos Últimos Dias. Volkman não bebe álcool e é vegetariana.

## Carreira

### Nico Vega (2005–presente)
Volkman foi chamada para a banda por Mike Peña depois de uma performance solo em 2005. Embora depois Peña tenha deixado a banda para seguir atuando, ele foi substituído por Dan Epand, formando a base da Nico Vega em 2007. A banda lançou uma série de EPs. Eles assinaram com, a agora extinta, MySpace Records. Dois anos depois, a banda lançou seu primeiro álbum homônimo. Três faixas do álbum foram produzidas por Linda Perry (P!nk, Christina Aguilera, Gwen Stefani) e as outras foram produzidas por Tim Edgar. O álbum foi mixado por Tchad Blake (The Black Keys, Sheryl Crow). No final daquele ano Nico Vega tocou no Last Call com Carson Daly e, em seguida, viajou em turnê por dois anos. Eles fizeram vários shows com artistas como Gavin Rossdale (do Bush), Manic Street Preachers, Imagine Dragons, She Wants Revenge e Blondie. Eles também abriram show para a banda No Doubt. Durante esse tempo, a banda assinou contrato com a Five Seven Music. O single "Beast" ganhou popularidade em 2013 por meio de anúncios do BioShock Infinite, resultando em mais de cinco milhões de downloads e streaming.
O segundo álbum, Lead To Light, foi lançado em 22 de julho de 2014, com destaque para a produção de Dan Reynolds (Imagine Dragons, X Ambassadors), Tony Hoffer (Beck, Fitz and the Tantrums) e Tim Edgar (Nico Vega). O single "I Believe (Get Over Yourself)" foi co-escrito por Aja e seu marido Dan Reynolds. As faixas "Lightning" e "Good" foi co-escrita com Adam Bravin e Justin Warfield da banda de rock She Wants Revenge.

### Egyptian (2010–presente)
Dan Reynolds e Aja Volkman se conheceram em 2010, quando ele foi convidado para abrir um show da banda Nico Vega. Dan à convidou para ajudá-lo a terminar algumas demos em que ele estava trabalhando. Logo os dois começaram um projeto colaborativo que foi intitulado de Egyptian. Eles gravaram, produziram e lançaram independentemente um EP digital homônimo com quatro faixas. Eles fizeram um show no M Resort em Las Vegas.

### Carreira solo (2015–presente)
Em 2015, seu marido Dan Reynolds mencionou que Aja está trabalhando em um projeto solo.

## Discografia

### Nico Vega
- Nico Vega (2009)
- Lead To Light (2014)

### Egyptian
- Egyptian (2011)

### Outras aparições
- Love Death Immortality - The Glitch Mob (2014)[17]